# Paprotnia (powiat siedlecki)
Paprotnia – wieś w Polsce położona w województwie mazowieckim, w powiecie siedleckim, w gminie Paprotnia. Ma status sołectwa. Leży na trakcie Siedlce – Korczew, 20 km na północny wschód od Siedlec.
W latach 1975–1998 miejscowość należała administracyjnie do województwa siedleckiego.
Miejscowość jest siedzibą gminy Paprotnia. Przejściowo była siedzibą gminy Tarków. 
W miejscowości znajduje się drewniany kościół parafialny pw. św. Bartłomieja Apostoła. Na miejscowym cmentarzu znajduje się mogiła polskich żołnierzy poległych w 1920.